# Rhodri
Rhodri (Rodericus in latino e Roderick in inglese; 845 circa – 905) regnò sul Dyfed.

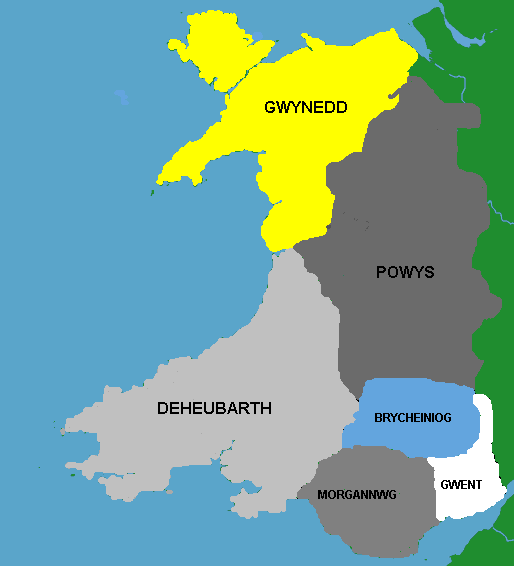
Regni medioevali del Galles

Figlio più giovane di re Hyfaidd, fu l'ultimo sovrano indipendente di questo reame. Sembra essere salito al trono nel 904. Fu giustiziato ad Arwystli, probabilmente su ordine di Hywel Dda dello Seisyllwg, che aveva sposato la nipote di quello, prendendo così possesso del Dyfed. Hywel unì i due reami e creò il Deheubarth. 